# Championnat de Pologne de football 2020-2021
Navigation
Ekstraklasa 2019-2020 Ekstraklasa 2021-2022
La saison 2020-2021 du championnat de Pologne de football est la 95e saison de l'histoire de la compétition. Le premier championnat dans la hiérarchie du football polonais oppose seize clubs sur trente journées, dselon le système aller-retour où les différentes équipes s'affrontent une fois à domicile et à l'extérieur. La saison commence le 21 août 2020 et prend fin le 16 mai 2021.
Les trois premières places de ce championnat sont qualificatives pour les compétitions européennes que sont la Ligue des champions et la Ligue Europa Conférence. Une quatrième place est attribuée au vainqueur de la coupe nationale.
Le Podbeskidzie Bielsko-Biała, le Stal Mielec et le Warta Poznań sont les trois clubs promus cette saison. 
Le Legia Varsovie remporte son 15e titre de champion de Pologne, à trois journées de la fin, devenant ainsi le club le plus titré du pays,.

## Clubs participants
| \| Stal Mielec KS Cracovie Jagiellonia Bielsko-Biała Lech Gdańsk Varsovie Piast Szczecin Wrocław Wisła Cracovie Płock Zagłębie Górnik Częstochowa Warta Poznań \| Localisation des clubs concernés. |
| Stal Mielec KS Cracovie Jagiellonia Bielsko-Biała Lech Gdańsk Varsovie Piast Szczecin Wrocław Wisła Cracovie Płock Zagłębie Górnik Częstochowa Warta Poznań                                         |

Seize clubs ont obtenu sportivement leur présence dans la compétition, après les éditions 2019-2020 du championnat de Pologne de première et deuxième division. 
| Équipe                     | Dernière montée | Classement 2019-2020 | Entraîneur          | Stade                            | Capacité |
| -------------------------- | --------------- | -------------------- | ------------------- | -------------------------------- | -------- |
| Legia Varsovie             | 1948            | 1er                  | Aleksandar Vuković  | Stade du maréchal J. Piłsudski   | 31 103   |
| Lech Poznań                | 2002            | 2e                   | Dariusz Żuraw       | Stade municipal                  | 41 609   |
| Piast Gliwice              | 2012            | 3e                   | Waldemar Fornalik   | Stade municipal                  | 10 037   |
| Lechia Gdańsk              | 2008            | 4e                   | Piotr Stokowiec     | Stade Energa                     | 42 105   |
| Śląsk Wrocław              | 2008            | 5e                   | Vítězslav Lavička   | Stade municipal                  | 42 771   |
| Pogoń Szczecin             | 2012            | 6e                   | Kosta Runjaić       | Stade municipal                  | 18 027   |
| Cracovia                   | 2013            | 7e                   | Michał Probierz     | Stade Józef-Piłsudski            | 15 016   |
| Jagiellonia Białystok      | 2007            | 8e                   | Bogdan Zając        | Stade municipal                  | 22 386   |
| Górnik Zabrze              | 2017            | 9e                   | Marcin Brosz        | Stade Ernest-Pohl                | 24 413   |
| Raków Częstochowa          | 2019            | 10e                  | Marek Papszun       | Stade du GKS Bełchatów           | 5 264    |
| Zagłębie Lubin             | 2015            | 11e                  | Martin Ševela       | Stade du Zagłębie Lubin          | 16 076   |
| Wisła Płock                | 2016            | 12e                  | Radosław Sobolewski | Stade Kazimierz Górski           | 10 978   |
| Wisła Cracovie             | 1995            | 13e                  | Artur Skowronek     | Stade Henryk-Reyman              | 33 326   |
| Stal Mielec                | 2020            | 1er (D2)             | Dariusz Skrzypczak  | Stadion Stali Mielec             | 6 864    |
| Podbeskidzie Bielsko-Biała | 2020            | 2e (D2)              | Krzysztof Brede     | Stade municipal de Bielsko-Biała | 15 076   |
| Warta Poznań               | 2020            | 3e (D2)              | Piotr Tworek        | Stadion Dyskobolii               | 5 383    |

Légende :
- Qualifié pour le premier tour de qualification de la Ligue des champions 2020-2021.
- Qualifié pour le premier tour de qualification de la Ligue Europa 2020-2021.
- Promu de I liga.

## Compétition

### Classement
Le classement est calculé avec le barème de points suivant : une victoire vaut trois points, le match nul un. La défaite ne rapporte aucun point.
À égalité de points, les critères de départage sont les suivants :
1. plus grand nombre de points dans les confrontations directes ;
2. plus grande différence de buts dans les confrontations directes;
3. plus grand nombre de buts marqués dans les confrontations directes ;
4. plus grand nombre de buts marqués à l'extérieur dans les confrontations directes ;
5. plus grande différence de buts générale ;
6. plus grand nombre de buts marqués ;
7. plus grand nombre de matchs gagnés ;
8. plus grand nombre de matchs gagnés à l'extérieur ;
9. plus grand nombre de buts marqués à l'extérieur ;
10. meilleure place au classement du fair-play ;
11. tirage au sort.

| Rang | Équipe                       | Pts  | J  | G  | N  | P  | Bp | Bc | Diff |
| ---- | ---------------------------- | ---- | -- | -- | -- | -- | -- | -- | ---- |
| 1    | Legia Varsovie T             | 64   | 30 | 19 | 7  | 4  | 48 | 24 | +24  |
| 2    | Raków Częstochowa C          | 59   | 30 | 17 | 8  | 5  | 46 | 25 | +21  |
| 3    | Pogoń Szczecin               | 52   | 30 | 15 | 7  | 8  | 36 | 23 | +13  |
| 4    | Śląsk Wrocław                | 43   | 30 | 11 | 10 | 9  | 36 | 32 | +4   |
| 5    | Warta Poznań P               | 43   | 30 | 13 | 4  | 13 | 33 | 32 | +1   |
| 6    | Piast Gliwice                | 42   | 30 | 11 | 9  | 10 | 39 | 32 | +7   |
| 7    | Lechia Gdańsk                | 42   | 30 | 12 | 6  | 12 | 40 | 37 | +3   |
| 8    | Zagłębie Lubin               | 41   | 30 | 11 | 8  | 11 | 38 | 40 | -2   |
| 9    | Jagiellonia Białystok        | 37   | 30 | 10 | 7  | 13 | 39 | 48 | -9   |
| 10   | Górnik Zabrze                | 37   | 30 | 10 | 7  | 13 | 31 | 33 | -2   |
| 11   | Lech Poznań                  | 37   | 30 | 9  | 10 | 11 | 39 | 38 | +1   |
| 12   | Wisła Płock                  | 33   | 30 | 8  | 9  | 13 | 37 | 44 | -7   |
| 13   | Wisła Cracovie               | 33   | 30 | 8  | 9  | 13 | 39 | 42 | -3   |
| 14   | KS Cracovie                  | 32-5 | 30 | 8  | 13 | 9  | 28 | 32 | -4   |
| 15   | Stal Mielec P                | 29   | 30 | 6  | 11 | 13 | 31 | 47 | -16  |
| 16   | Podbeskidzie Bielsko-Biała P | 25   | 30 | 6  | 7  | 17 | 29 | 60 | -31  |

Qualifications
- 1er : Qualification pour le premier tour de qualification de la Ligue des champions 2021-2022
- C et 3e : Qualification pour le deuxième tour de qualification de la Ligue Europa Conférence 2021-2022
- 4e : qualification pour le premier tour de qualification de la Ligue Europa Conférence 2021-2022

Relégation
- 16e : Relégation en deuxième division

Abréviations
- T : Tenant du titre
- C : Vainqueur de la Coupe de Pologne 2020-2021
- P : Promus de deuxième division

1. ↑  Le Cracovia est pénalisé de 5 points en championnat pour une affaire de matchs truqués lors de la saison 2003-2004 de troisième division[3]

## Bilan de la saison
| Championnat de Pologne de football 2020-2021 |                              |
| Champion                                     | Legia Varsovie (15e titre)   |
| Coupes et trophées                           |                              |
| Vainqueur de la Coupe de Pologne 2020-2021   | Raków Częstochowa            |
| Qualifications continentales                 |                              |
| Ligue des champions 2021-2022                | Legia Varsovie               |
| Ligue Europa Conférence 2021-2022            | Raków Częstochowa            |
| Ligue Europa Conférence 2021-2022            | Pogoń Szczecin               |
| Ligue Europa Conférence 2021-2022            | Śląsk Wrocław                |
| Promotions et relégations                    |                              |
| Promus en Ekstraklasa                        | Radomiak Radom               |
| Promus en Ekstraklasa                        | Bruk-Bet Termalica Nieciecza |
| Promus en Ekstraklasa                        | Górnik Łęczna                |
| Relégués en I liga                           | Podbeskidzie Bielsko-Biała   |